# 안경원숭이속
안경원숭이속(Tarsius)은 안경원숭이 속의 하나로 동남아시아에 사는 작은 영장류이다. 최근까지 모든 안경원숭이 종들은 이 속에 속하였지만, 최근에 2종이 별도의 속으로 각각 분리되었다.

## 하위 종
- 유령안경원숭이 (T. tarsier)
- 디안안경원숭이 (T. dentatus)
- 라리앙안경원숭이 (T. lariang)
- 펠렝안경원숭이 (T. pelengensis)
- 상이헤안경원숭이 (T. sangirensis)
- 피그미안경원숭이 (T. pumilus)
- 시아우섬안경원숭이 (T. tumpara)
- 월리스안경원숭이 (T. wallacei)
- 요다안경원숭이 (T. spectrumgurskyae)
- 자트나안경원숭이 (T. supriatnai)
- 술라웨시안경원숭이 (T. fuscus)
- 니미츠안경원숭이 (T. niemitzi)